# Bisnovat R-4

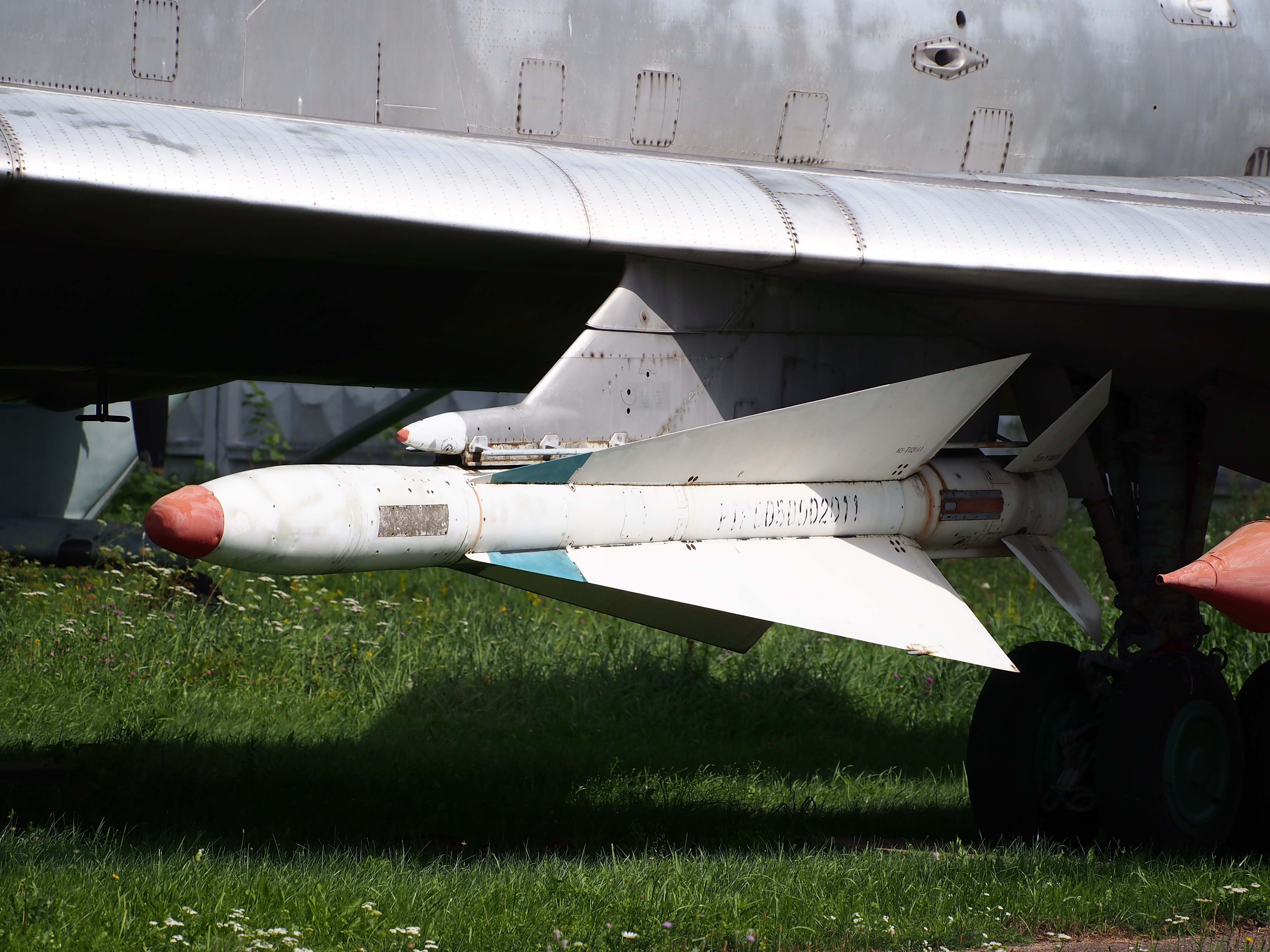
Střela R-4 na letounu Tu-128

Bisnovat R-4 (v kódu NATO AA-5 'Ash') byla sovětská řízená střela typu vzduchu-vzduch vyvinutá jako jediná výzbroj těžkého stíhacího letounu Tupolev Tu-128, odpovídající jeho radaru RP-S Směrč („Tornado“).
Vývoj R-4 začal v roce 1959 a původně byla označená jako K-80 nebo R-80. Do služby vstoupila kolem roku 1963 spolu s letouny Tu-128. Stejně jako mnoho sovětských zbraní byla vyráběna jak ve verzi s poloaktivním radarovým naváděním (R-4R), tak s infračerveným naváděním (R-4T). Standardní sovětskou doktrínou bylo pálit ze zbraní v párech SARH/IR, aby se zvýšila šance na zásah. Výška cíle byla od 8 do 21 km. Pro pomalu stoupající Tu-128 bylo důležité, že střela mohla být odpálena i z 8 km pod cílem.
V roce 1973 byla zbraň modernizována na standard R-4MR (SARH)/MT (IR) s nižší minimální nadmořskou výškou cíle (0,5–1 km), zlepšeným výkonem vyhledávače a kompatibilitou s modernizovaným radarem RP-SM Směrč-M.
R-4 přežila v omezené službě až do roku 1990, kdy odešla ze služby spolu s posledním letounem Tu-128.

## Technické údaje
- Délka (R-4T): 5,18 m
- Průměr: 300 mm
- Hmotnost: 400 kg
- Dostřel:
  - Verze R-4T a R: 30–37 km
  - Verze R-4TM a RM: 50 km